# Modaris
Modaris est un logiciel de CAO de confection de la société Lectra, qui permet donc de concevoir des patronages de vêtements. 
Le tissu étant disposé à plat pour la coupe, les pièces composant un vêtement sont décrites en 2D, et le logiciel s’assure ensuite de la bonne définition des pièces, avec des points de contrôle comme l’alignement et l’orientation des différents morceaux au niveau des coutures.
La particularité des logiciels de CAO confection est la gestion des tailles.